# Uza (Landes)
Uza település Franciaországban, Landes megyében. Lakosainak száma 188 fő (2022. január 1.). Uza Lévignacq, Lit-et-Mixe, Mézos és Saint-Julien-en-Born községekkel határos.

## Népesség
A település népessége az elmúlt években az alábbi módon változott:
| Lakosok száma | 313  | 234  | 184  | 160  | 159  | 172  | 195  | 201  | 203  | 188  |
|               | 1968 | 1982 | 1990 | 2006 | 2013 | 2015 | 2017 | 2019 | 2020 | 2022 |